# East Bend (Karolina Północna)
East Bend – miasto w Stanach Zjednoczonych, w stanie Karolina Północna, w hrabstwie Yadkin.